# Finta nostalgia
Finta nostalgia è l'EP di debutto del cantautore italiano Matteo Romano, pubblicato il 25 ottobre 2024 con l'etichetta Universal Music Group.

## Tracce
1. Tornado – 2:43 (Francesco D'Agostino, Matteo Romano, Rondine, Vincenzo Centrella)
2. Finta nostalgia – 3:10 (Matteo Romano, Elisa Mariotti, Marco Spaggiari, Rocco Giovannoni)
3. Concedimi – 3:09 (Matteo Romano)
4. Assurdo – 3:01 (Matteo Romano, Federica Abbate, Julien Boverod)
5. Virale – 3:04 (Matteo Romano, Federico Rossi, Alessandro La Cava, Dario Faini)
6. Ballroom – 3:03 (Matteo Romano, Andrea Bonomo, Iacopo Sinigaglia)
7. Tulipani blu (feat. Luigi Strangis) – 2:39 (Matteo Romano, Michele Zocca, Paolo Antonacci)
8. Casa di specchi – 3:24 (Matteo Romano)
9. Non esisti – 3:14 (Matteo Romano, Tommaso Sgarbi)